# Тягно, Иван Иванович
Иван Иванович Тягно (укр. Іван Іванович Тягно; 6 октября 1937 год, село Козиевка, Краснокутский район, Харьковская область) — колхозник, помощник бригадира тракторной бригады колхоза имени В. И. Ленина Краснокутского района Харьковской области, Украинская ССР. Герой Социалистического Труда (1973). Депутат Верховного Совета УССР 9 — 10 созывов. Лауреат Государственной премии СССР (1977).

## Биография
Родился 6 октября 1937 года в крестьянской семье в селе Козиевка.
В 1954—1955 годах — рядовой колхозник колхоза имени В. И. Ленина в селе Козиевка Краснокутского района.
В 1955 году поступил в Богодуховское сельское ПТУ, которое окончил в 1956 году.
С 1956 года — тракторист, звеньевой механизированного звена свекловодов, помощник бригадира тракторной бригады колхоза имени Ленина села Козиевка Краснокутского района Харьковской области.
В 1966 году вступил в КПСС. В 1973 году удостоен звания Героя Социалистического Труда. Избирался депутатом Верховного Совета УССР 9 — 10 созывов и делегатом XXIV съезда КПСС.
В 1977 году удостоен Государственной премии СССР «за выдающиеся достижения в труде во Всесоюзном социалистическом соревновании».
В 1978 году заочно окончил Ахтырский техникум механизации и электрификации сельского хозяйства Сумской области.
После выхода на пенсию проживал в селе Козиевка Краснокутского района Харьковской области.

## Награды
- Герой Социалистического Труда (1973)
- Орден Ленина — дважды
- Государственная премия СССР (1977) — Постановлением ЦК КПСС, Совмина СССР от 27.10.1977 N 959